# Janine Montupet
Janine Montupet, née Poggi le 16 février 1919 à Oran en Algérie et décédée le 18 novembre 2012 à Hailey dans l'Idaho, est une romancière française naturalisée américaine.

## Biographie
Janine Montupet est née le 16 février 1919 à Oran de parents pieds-noirs ayant vécu trois générations en Algérie. À l'age de quinze ans, elle quitte le pays pour la France.
Janine se passionne pour l'écriture, passion que sa mère professeur de lettres lui a transmise.
Elle se marie avec Jean Pierre Charles Montupet le 27 juin 1947 dans le 16e arrondissement de Paris.

## Référence
1. ↑  Biographie
2. ↑  Archives Nationales d'Outre-Mer, Algérie, commune d'Oran, année 1919, acte de naissance no 482, vue 130/900, avec mention marginale de mariage
3. ↑  Archives en ligne de Paris, 16e arrondissement, année 1947, acte de mariage no 1407, cote 16M 303_2, vue 27/31